# Escadrille La Fayette
Die Escadrille La Fayette war eine Einheit der französischen Luftstreitkräfte (Aéronautique Militaire) im Ersten Weltkrieg, die überwiegend aus Kriegsfreiwilligen amerikanischen Piloten bestand. Eine Escadrille umfasste etwa sechs Flugzeuge, also deutlich weniger als die heutigen kleinsten Einheiten in Staffel- oder Squadron-Stärke.

## Entstehung
Schon ein Jahr bevor die USA in den Ersten Weltkrieg eintraten, wurde 1916 in Luxeuil die Escadrille Américaine gebildet, die später in Escadrille La Fayette umbenannt wurde. Edmund L. Gros, der Direktor des amerikanischen Ambulanzdienstes, und Norman Prince, ein amerikanischer Auswanderer, der bereits für Frankreich flog, überredeten die Französische Regierung, eine amerikanische Einheit aus Freiwilligen für Frankreich fliegen zu lassen. Das Ziel dieses Angebots war es, die Akzeptanz des amerikanischen Volkes für den Krieg zu fördern und die amerikanische Regierung zur Aufgabe ihrer Neutralität und zum Eintritt in den Krieg zu bewegen.
Bereits nach kurzer Zeit wurde die Schwadron näher an die Front nach Bar-le-Duc verlegt. Eine Demarche Deutschlands bei der US-Regierung führte im Dezember dazu, dass die Schwadron sich nicht mehr amerikanische Kampfeinheit bezeichnete und sich fortan nach dem französischen General La Fayette benannte, der im Amerikanischen Unabhängigkeitskrieg auf Seiten der USA gekämpft hatte.

## Ausrüstung und Mitglieder

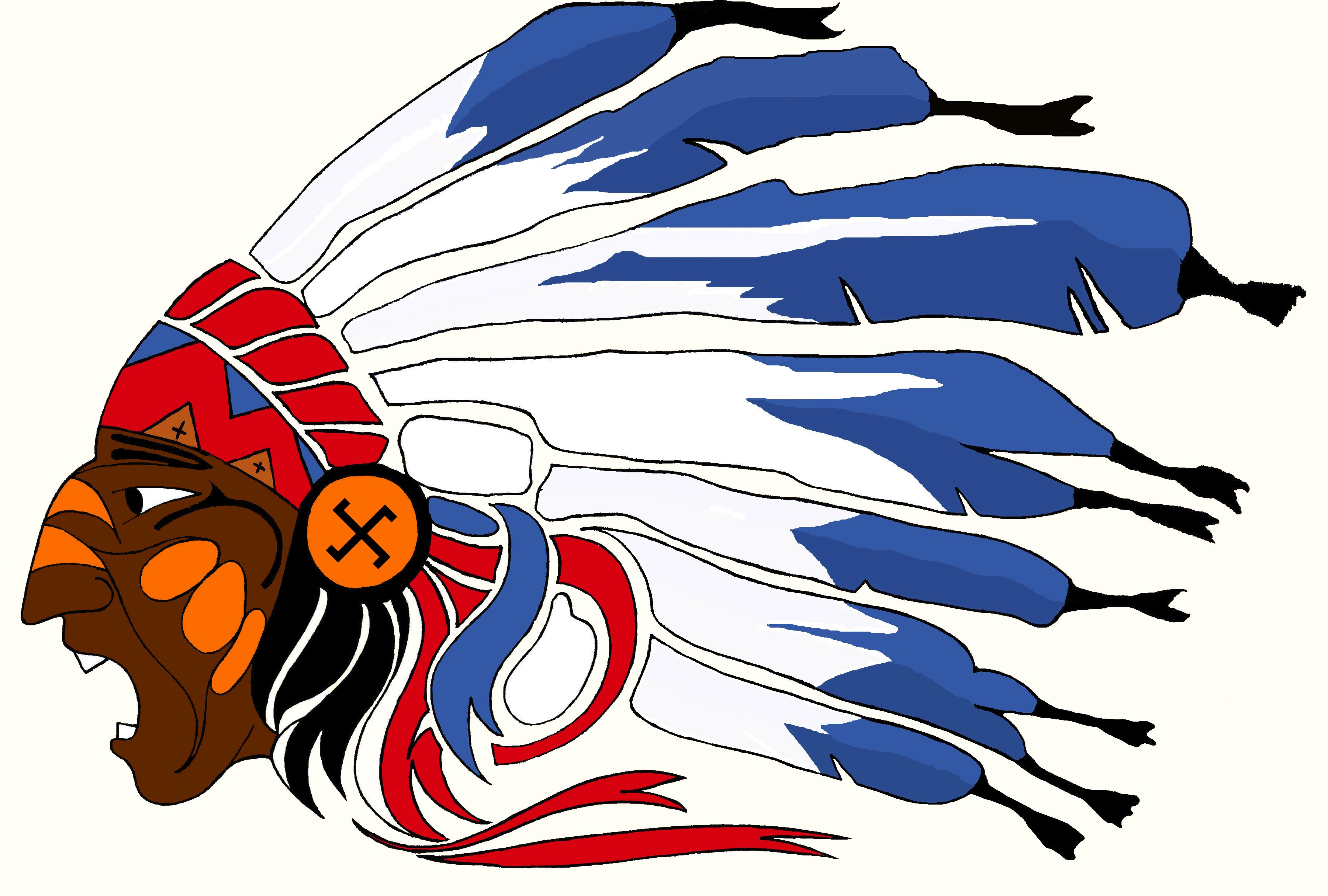
Insigne der Schwadron

Die Flugzeuge, Mechaniker und Uniformen wurden von Frankreich gestellt. Der Kommandeur, Captain Georges Thenault, war ebenfalls Franzose. Auch fünf französische Piloten gehörten zur Schwadron. Raoul Lufbery, ein in Frankreich geborener Amerikaner, wurde ihr erstes sogenanntes Fliegerass.

### Französische Offiziere
- Capt. Georges Thenault
- Lt. Alfred de Laage de Meux
- Lt. Charles Nungesser
- Lt. Antoine Arnoux de Maison-Rouge
- Lt. Louis Verdier-Fauvety

### Mitglieder
- Hobey Baker (* 1892; † 1918)
- Eugene Bullard
- Horace Clyde Balsley
- Andrew Courtney Campbell, Jr.
- Victor Emmanuel Chapman (* 1890; † 1916), der erste US-amerikanische Pilot, der im Ersten Weltkrieg fiel
- Elliot Christoprer Cowdin
- Marsh Corbitt (* 1890; † 1988), sogenanntes Fliegerass
- Edmond Charles Clinton Genet, der erste US-amerikanische Pilot, der starb, nachdem die USA Deutschland den Krieg erklärt hatten.
- Bert Hall (* 1885; † 1948) schrieb zwei Bücher über seine Zeit in der Schwadron
- James Norman Hall (* 1887; † 1951), Co-Autor von Mutiny on the Bounty
- Willis Bradley Haviland
- Walter Lovell
- Raoul Lufbery (* 1885; † 1918), sogenanntes Fliegerass, fiel im Gefecht
- Didier Masson (* 1886; † 1950)
- James R. McConnell
- Edwin C. "Ted" Parsons
- Norman Prince (* 1887; † 1916), Gründer und sogenanntes Fliegerass
- Frederick H. Prince, Jr. (* 1885; † 1963)
- Kiffin Vates Rockwell
- William Thaw
- Gill Robb Wilson
- Stephen Sohier Bigelow
- Ray Claflin Bridgman
- Charles Heave Dolan
- James Ralph Doolittle
- William Edward Dugan, Jr.
- John Armstrong Drexel
- Christopher William Ford
- Thomas Moses Hewitt, Jr.
- Dudley Lawrence Hill
- Edward Foote Hinkle
- Ronald Wood Hoskier
- Charles Chouteau Johnson
- Henry Sweet Jones
- MacManagle Dougles
- Marr Kenneth Archibald
- Paul Pavelka
- David M. Peterson
- Robert Lockerbie Rockwell
- Laurence Dana Rumsey, Jr.
- Robert Soubiran
- William A. Wellman, später Hollywood-Regisseur (u. a. auch von mehreren Fliegerfilmen)
- Harold Buckley Willis (Sgt)

## Einsätze und Erweiterung
Ihren ersten Kampfeinsatz, bei dem sie schwere Verluste erlitt, erlebte die Schwadron in der Schlacht um Verdun. Danach wurde die Hauptgruppe von 38 Mann rasch durch neue Piloten ergänzt, die gerade aus den USA eingetroffen waren. Als immer mehr Freiwillige eintrafen, wurde das Lafayette Flying Corps gegründet. Auch andere Amerikaner, die ursprünglich nicht zur Escadrille La Fayette gehörten, darunter Fred Zinn, der ein Wegbereiter der Luftbildfotografie war und in der Fremdenlegion diente, traten dem Korps bei.
Insgesamt dienten während des Krieges 256 Freiwillige in dem neu gegründeten Korps.

## Opfer und Leistungen
Im Laufe des Krieges kamen 63 Mitglieder der Schwadron ums Leben, davon 51 im Kampfeinsatz. Dem Korps werden insgesamt 159 Abschüsse deutscher Flugzeuge zugeschrieben. Seine Piloten wurden 31 Mal mit dem Croix de guerre, sieben Mal mit der Médaille Militaire und vier Mal mit dem Kreuz der Légion d’Honneur ausgezeichnet. Elf Piloten galten als sogenannte Fliegerasse. Die Hauptgruppe verzeichnete insgesamt neun Verluste und 34 Siege.

## Eingliederung in die US-Armee
Am 8. Februar 1918 wurde die Schwadron als 103rd Pursuit Squadron (103. Jagdstaffel) in die US-Armee eingegliedert. Für kurze Zeit behielten sie noch ihre alten Flugzeuge und Mechaniker. Die meisten Veteranen wurden Fluglehrer und bildeten neue amerikanische Piloten aus.

## Besonderheiten
Der erste afroamerikanische Kampfpilot, Eugene Bullard, flog mit dem Lafayette Flying Corps.
Die Escadrille hatte den Ruf, wagemutig und draufgängerisch zu sein. Der Offiziersclub war legendär. Die Maskottchen der Schwadron waren zwei Löwenjunge, „Whiskey“ und „Soda“.

## Denkmäler
- Auf dem Gelände der Universität Virginia wurde 1919 von Gutzon Borglum eine Statue, The Aviator, für die Schwadron errichtet.
- Lafayette Escadrille Memorial, Villeneuve-l'Étang Imperial Estate, in Marnes-la-Coquette, Hauts-de-Seine, außerhalb von Paris, 1928
- Grab von Norman Prince, Washington National Cathedral

## Verfilmungen
Mehrere Filme beschäftigen sich mit der Lafayette Escadrille. Eine frühe Verfilmung ist The Legion of the Condemned (1928) mit Fay Wray und Gary Cooper in den Hauptrollen. Der Stummfilm wurde inszeniert von William A. Wellman, der im Ersten Weltkrieg selbst hochdekorierter Pilot der Escadrille war. Wellmans letzte Regiearbeit Lafayette Escadrille aus dem Jahre 1958 thematisierte abermals die Fliegerstaffel, es spielten Tab Hunter sowie in einer Nebenrolle Clint Eastwood mit. Im Fernsehfilm Der junge Indiana Jones – der Angriff des roten Baron (1995) ist Indiana Jones dort für zwei Wochen als Aufklärer stationiert, wo er unter anderem Raoul Lufbery und Whisky, den Löwen, trifft. In jüngerer Vergangenheit entstand unter Regie des Piloten Tony Bill der Film Flyboys (2006) mit James Franco, der die Geschichte der Lafayette Escadrille in leicht abgewandelter Form und mit veränderten Heldenrollen nacherzählt.